# Николаевка (Изюмский район)
Николаевка (укр. Миколаївка), село, 
Комаровский сельский совет,
Изюмский район,
Харьковская область.
Код КОАТУУ — 6322885002. Население по переписи 2001 года составляет 196 (100/96 м/ж) человек.

## Географическое положение
Село Николаевка находится на правом берегу реки Бахтин, в 3-х км от Оскольского водохранилища, выше по течению на расстоянии в 3 км расположено село Комаровка, ниже по течению на расстоянии в 4-х км расположено село Оскол.

## История
1779 - дата первого упоминания села, что носило название "Фридригдорф"

## Экономика
- Молочно-товарная ферма.